# Уокер, Кеннет (игрок в американский футбол, 2000)
Кеннет Уокер III (англ. Kenneth Walker III; 20 октября 2000, Мемфис, Теннесси) — американский футболист, раннинбек клуба НФЛ «Сиэтл Сихокс». На студенческом уровне играл за команды университетов Уэйк-Форест и штата Мичиган. Лучший раннинбек студенческого футбола по итогам 2021 года, первый в истории университета штата Мичиган обладатель наград Доука Уокера и Уолтера Кемпа. На драфте НФЛ 2022 года был выбран во втором раунде.

## Биография
Кеннет Уокер III родился 20 октября 2000 года в Мемфисе в штате Теннесси. Учился в старшей школе Арлингтона, играл в составе её футбольной команды в качестве бегущего и специалиста по возвратам, был капитаном. Включался в сборную звёзд штата по версии Ассоциации спортивных журналистов Теннесси. За карьеру в школе набрал выносом 3485 ярдов с 41 тачдауном, на приёме — 1058 ярдов с 16 тачдаунами. Принимал участие в матче всех звёзд школьного футбола.

### Любительская карьера
В 2019 году Уокер поступил в университет Уэйк-Форест. В дебютном сезоне в составе его команды он сыграл в тринадцати матчах, набрав 579 ярдов. В двух играх он набирал выносом более 100 ярдов, в матче против «Райс Оулс», он установил рекорд университета, занеся 96-ярдовый тачдаун. В сокращённом из-за пандемии COVID-19 турнире 2020 года Уокер провёл семь игр, снова набрав 579 ярдов. С тринадцатью тачдаунами на выносе он вошёл в тройку самых результативных бегущих конференции ACC.
В январе 2021 года Уокер перевёлся в университет штата Мичиган. В новой команде он занял место в основном составе и сыграл в двенадцати матчах сезона, набрав 1636 ярдов. По итогам года он стал самым результативным бегущим конференции Big Ten, получил награду Амичи—Дейна лучшему раннинбеку конференции и был включён в состав сборной звёзд NCAA по десяти основным версиям. Также Уокер вошёл в число финалистов награды Максвелла, занял шестое место в голосовании, определявшем обладателя трофея Хайсмана, и стал первым в истории университета игроком, получившим награды Доука Уокера лучшему раннинбеку и Уолтера Кемпа лучшему игроку сезона. В декабре 2021 года он объявил об отказе от игры в боуле и своём выходе на драфт НФЛ.

#### Статистика выступлений в NCAA
| Сезон | Команда                  | Игры | Приём | Приём | Приём | Приём | Вынос | Вынос | Вынос | Вынос |
| Сезон | Команда                  | Игры | Rec   | Yds   | Y/A   | TD    | Att   | Yds   | Y/A   | TD    |
| ----- | ------------------------ | ---- | ----- | ----- | ----- | ----- | ----- | ----- | ----- | ----- |
| 2019  | Уэйк Форест Демон Диконс | 13   | 3     | 17    | 5,7   | 0     | 98    | 579   | 5,9   | 4     |
| 2020  | Уэйк Форест Демон Диконс | 7    | 3     | 30    | 10,0  | 0     | 119   | 579   | 4,9   | 13    |
| 2021  | Мичиган Стейт Спартанс   | 12   | 13    | 89    | 6,8   | 1     | 263   | 1636  | 6,2   | 18    |
| Всего | Всего                    | 32   | 19    | 136   | 7,9   | 1     | 480   | 2794  | 5,8   | 35    |

### Профессиональная карьера
Перед драфтом НФЛ 2022 года издание Bleacher Report ставило Уокера на второе место среди раннинбеков, сравнивая его с игроком «Далласа» Тони Поллардом. Аналитик Нейт Тайс отмечал его телосложение, хорошую скорость и умение регулировать темп, отсутствие боязни физического контакта с соперниками, видение поля и понимание различных концепций игры. К минусам Уокера относили плохую технику блокирования, ограниченное дерево маршрутов и высокую нагрузку, которую он получил в последнем сезоне в колледже.
На драфте он был выбран «Сиэтлом» во втором раунде под общим 41-м номером. В июле 2022 года Уокер подписал с клубом четырёхлетний контракт. Уже в дебютном сезоне он стал заметной фигурой в нападении команды, сыграв в пятнадцати матчах регулярного чемпионата и набрав выносом 1050 ярдов. Среди других новичков-раннинбеков лиги он стал вторым по набранным ярдам, первым по количеству выносных попыток и тачдаунов. По итогам сезона Уокер был включён в символическую сборную новичков НФЛ по версии Ассоциации футбольных журналистов Америки.

#### Статистика выступлений в НФЛ

##### Регулярный чемпионат
| Сезон | Команда      | Игры | Приём | Приём | Приём | Приём | Вынос | Вынос | Вынос | Вынос |
| Сезон | Команда      | Игры | Rec   | Yds   | Y/A   | TD    | Att   | Yds   | Y/A   | TD    |
| ----- | ------------ | ---- | ----- | ----- | ----- | ----- | ----- | ----- | ----- | ----- |
| 2022  | Сиэтл Сихокс | 15   | 27    | 165   | 6,1   | 0     | 228   | 1050  | 4,6   | 9     |
| Всего | Всего        | 15   | 27    | 165   | 6,1   | 0     | 228   | 1050  | 4,6   | 9     |

##### Плей-офф
| Сезон | Команда      | Игры | Приём | Приём | Приём | Приём | Вынос | Вынос | Вынос | Вынос |
| Сезон | Команда      | Игры | Rec   | Yds   | Y/A   | TD    | Att   | Yds   | Y/A   | TD    |
| ----- | ------------ | ---- | ----- | ----- | ----- | ----- | ----- | ----- | ----- | ----- |
| 2022  | Сиэтл Сихокс | 1    | 1     | 3     | 3,0   | 0     | 15    | 63    | 4,2   | 1     |
| Всего | Всего        | 1    | 1     | 3     | 3,0   | 0     | 15    | 63    | 4,2   | 1     |